# Демшар, Франци
Франци Демшар (словен. Franci Demšar; 4 февраля 1960, с. Деленица близ г. Жирех, СФРЮ) — словенский политический и государственный деятель, дипломат, учёный-физик. Доктор физических наук (1987).

## Биография
Родился в крестьянской семье. Окончил среднюю школу в Любляне.
Изучал физику в университете Любляны, там же получил докторскую степень.
Вёл научную работу в Институте им. Йожефа Стефана, стажировался в нескольких университетах США. Работал статс-секретарём в Министерстве науки и технологий Словении.
С 4 февраля 1999 по 7 июня 2000 года занимал пост министра обороны Республики Словения.
Чрезвычайный и Полномочный Посол Словении в Российской Федерации с 2001 года. По совместительству посол Словении в Белоруссии, Казахстане, Киргизии, Таджикистане и Узбекистане.
С момента основания в 2004  по 2014 год — директор Государственного агентства исследовательской деятельности Республики Словения. С 2009 г. входил в состав руководства Ассоциации европейских научно-исследовательских агентств «Eurohorcs», с 2012 г. — в правление Ассоциации «Science Europa».
В 2020 году был избран президентом Центрально и Восточноевропейской Ассоциации повышения качества высшего образования (CEENQA).